# 아리스토불로스 2세
아리스토불로스 2세(Aristobulus II, ?) - 기원전 49년)은 고대 이스라엘을 통치한 하스몬 왕국의 대제사장(재위: 기원전 66년-기원전 63년)이다. 알렉산드로스 얀나이오스와 살로메 알렉산드라의 아들로 요한 히르카노스 2세의 동생이다. 연약하고 의지가 박약한 형과는 반대로 야심가로 대담했다.

## 생애
어머니 살로메의 치세 중 바리사이파가 실권을 장악하자 아리스토불로스는 반바리사이파를 옹호하고 이들에게 휴르카니아, 알렉산드레이온, 마카이로스의 수비를 맡기는 데 성공했다.어머니가 중태에 빠지자 권력 탈취를 위해 아가바 요새로 탈출해 거병했다.어머니 사후 형 요한 히르카노스 2세가 왕위에 즉위하자 아리스토불로스 2세는 에리코 인근 전투에서 형을 격파했고 기원전 66년 힐카노스 2세는 포로로 잡고 있던 아리스토브로스 처자의 구명과 맞바꿔 퇴위, 아리스토브로스 2세가 대신하여 대제사왕이 되었다.
히르카노스 2세는 은둔생활과 재산보장으로 만족했지만 그의 부하인 이두메아인 안티파트로스는 아리스토불로스 2세에 대항할 것을 히르카노스 2세에게 권했고 나바테아인 알레타스 3세에게 도움을 청해 아리스토불로스 2세와 히르카노스 2세의 내전이 재발했다.기원전 63년 로마 장군 그나에우스 폼페이우스는 셀레우코스 왕조 시리아를 정복한 뒤 유대 제압도 노렸다.아리스토불로스 2세, 히르카노스 2세는 함께 폼페이우스를 조정해달라고 요청했으나 아리스토불로스 2세가 폼페이우스를 업신여겨주자 폼페이우스는 히르카노스 2세를 돕고 아리스토불로스 2세는 공납금을 내기로 약속하고도 지불하지 않아 폼페이우스에게 구금됐다.
폼페이우스가 이끄는 로마군은 히르카노스 2세파의 안내도 받아 3개월의 공방 끝에 예루살렘을 점령했다(예루살렘 공방전). 함락시, 유태인끼리의 살육이 행해졌다.이때 폼페이우스는 침입이 금지된 신전의 성소에 침입했다고 한다.아리스토불로스 2세는 아들들과 함께 포로가 돼 포로생활을 했다.
기원전 57년 아리스토불로스 2세는 탈옥해 지지자를 모으고 알렉산드레이온에 이어 마카이로스 요새를 농성했으나 반란은 로마에 진압됐고, 아리스토불로스 2세는 아우루스 가비니우스에 의해 로마로 송환돼 유폐됐다.기원전 49년 가이우스 율리우스 카이사르는 그를 해방시켜 폼페이우스에 대항시키기 위해 유대로 돌려보냈지만 여행 도중 폼페이우스파에 독살됐다.아들 알렉산드로스도 안티오키아에서 폼페이우스파 스키피오에게 살해됐다.
아리스토불로스의 또 다른 아들 안티고노스는 나중에 파르티아의 원조로 왕위를 탈취했지만 힐카노스 2세 밑에서 권력을 잡은 안티파트로스의 아들 헤로데에게 패배해 처형당했고 하스몬 왕조는 단절됐으며 헤로데가 유대왕으로 즉위하면서 헤로데 왕조가 성립됐다.
손자로 알렉산드로스의 딸 마리암네 1세(영어판)는 헤로데 대왕의 아내가 되지만 마리암네도 헤로데 대왕과 낳은 왕자 2명도 나중에 헤로데 대왕에 의해 처형된다.